# جياكومو اليساندرو لوريا

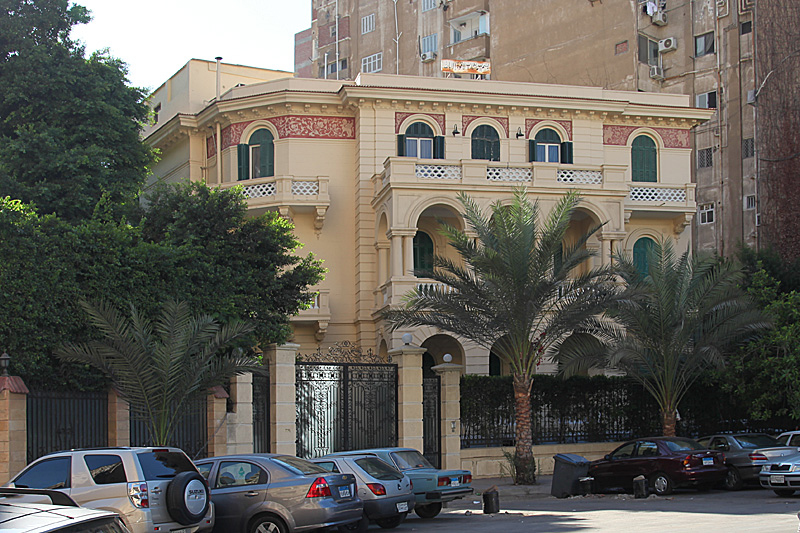
فيلا د إبراهيم عبد السيد باشا بزيزينيا باسكندريه من تصميم لوريا

جيكومو اليساندرو لوريا (1937-1878) Giacomo Alessandro Loria هو مهندس ومصمم معمارى موهوب مصرى من اصل ايطالى اتولد في المنصورة لعائلة يهودية راسخة في مصر.
كان مـن أغـزر المعاريـن الإيطاليـن انتاجـا، وخاصـة بمدينـة الإسـكندرية. أسـلوبه تميـز بخلـط الطـراز القوطـي والفينيـي القديـم المقتبـس مـن قصـر دوكالي بفنيســيا مــع طــراز عـصـر النهضــة الحديــث والنيورومانيــك اللى كان ســائد في الثلاثينيــات.
بدأ العمل كرسام في بلدية الإسكندرية (1894-1896) ؛ انتقل بعدها إلى تورينو والتحق بمدرسة البوليتكنيك. لدراسة الهندسة المعماريه،
عاد لوريا إلى الإسكندرية بعد حصوله على درجة مهندس معماري حصل لوريا على الجائزة الأولى في تصميم مبنى المستشفى الإيطالي بالحضرة باسكندريه سنة 1930.
شارك في سلسلة مسابقات التصميم المعماري: للمدرسة ومستشفى قصر العيني، للمدارس والمستشفيات المجتمعية اليهودية، ودار الأيتام الإيطالي «قسطنطين وإيلينا دروسو» ، لمحاكم القانون الجديدة والبورصة الجديدة، للبدلات الجديدة للبنك العقاري المصري وبنك مصر، ولسلسلة من المباني السكنية.

## بنسيون ميرامار _ أو لوكاندة فؤاد
- شيّده المعماري العبقري الإيطالي المصري جياكومو أليسندرو لوريا G.A.Loria، عام 1926- 1928
- ويستقطب الزائرين كمعلم سياحي..ومن أشهر نزلائه شاديه واسماعيل ياسين وعمر الشريف.
- تقع عمارة «ميرامار» التي تخطف الأنظار ببهائها في موقع متميز على كورنيش الإسكندرية بجوار مطعم ومقهى أثينيوس الشهير بمحطة الرمل وهي عمارة رقم «1» ومدون على لوحها التأسيسية «فينيسيا الصغيرة» (little Venice)، كما أطلق عليها منذ إنشائها سنة 1928، صممها المعماري الإيطالي المصري جياكومو أليسندرو لوريا G.A.Loria، عام 1926 لتصبح تحفة معمارية تتحدي الزمن تعرفها من زخارفها وطرازها المعماري القوطي ذي الطابع الفينيسي البديع، فهي مطعمة من أعلاها بقطع الموزاييك الإيطالي الملونة باهرة الجمال، لذا فمنذ تأسيسها وحتى الآن تعتبر أحد معالم الإسكندرية المميزة والتي لا يضاهي جمالها على كورنيش المدينة جمال آخر، ويحرص الرائح والغادي من المارة على كورنيش الإسكندرية على التقاط صور قوتوغرافية لها، وقد فازت بجائزة أفضل الواجهات المعمارية سنة 1929، وظلت لسنوات طويلة تحتل كروت البوستال والبطاقات التذكارية لمدينة الاسكندريه.

في سنة 1967، عرفت العمارة طريقها إلى عالم الشهرة والأضواء باسم جديد أطلق عليها وهو «ميرامار» بعدما استوحى منها أديب نوبل نجيب محفوظ روايته وسماها باسمها، وتحولت لفيلم سينمائي لعبت بطولته دلوعة السينما المصرية الفنانة شاديه.
1. 1 2  Cristina Pallini (2005), The Revival of Islamic Architecture in Egypt: some notes on the Italian Contribution (1898-1953) (بالإنجليزية), p. 2, QID:Q110521540